# Чута (Марамуреш)
Чута (рум. Ciuta) — село у повіті Марамуреш в Румунії. Входить до складу комуни Біказ.
Село розташоване на відстані 411 км на північний захід від Бухареста, 50 км на південний захід від Бая-Маре, 87 км на північний захід від Клуж-Напоки.

## Населення
За даними перепису населення 2002 року у селі проживали 246 осіб, усі — румуни. Усі жителі села рідною мовою назвали румунську.